# Geschiedenis van de western
De western is een van oorsprong Amerikaans filmgenre dat in de 20e eeuw een grote vlucht heeft genomen.

## Westernliteratuur
Al in de 19e eeuw was het gebruikelijk om in het pioniersgebied ten westen van de Mississippi, het zogenaamde 'Wilde Westen', veel mond-tot-mondverhalen te vertellen over de avonturen die cowboys, jagers en avonturiers op hun reizen hadden beleefd. Deze sterke verhalen werden vaak rond het kampvuur verteld en na verloop van tijd werd de levensstijl van de cowboys en andere figuren in het wilde westen steeds meer verheerlijkt en geromantiseerd. Deze verhalen kwamen ook in de steden van de oostkust terecht en kranten begonnen sommige verhalen in hun pagina's te publiceren. Toen bleek dat het publiek dit wel waardeerde en steeds meer naar nieuwe verhalen verlangde begonnen broodschrijvers zelf verhalen te verzinnen over het 'wilde westen'.
Eind 19e eeuw dook de eerste geschreven literatuur op over cowboys en indianen. De eerste grote westernauteur was Karl May (1842-1912), een Duitse schrijver die nooit in het wilde westen was geweest maar die zijn verhalen bedacht naar aanleiding van de gesprekken die hij met wereldreizigers had gehad. In de jaren 20 verschenen in Amerika zogeheten pulp novels. Dit waren dunne boekjes gedrukt op goedkoop papier, waarin simpele verhaaltjes werden verteld over cowboys. Deze verhalen waren voor een stuiver te koop in supermarkten. Vandaag de dag worden deze boekjes nog steeds op die manier gedrukt, verkocht en gelezen.

## Eerste films

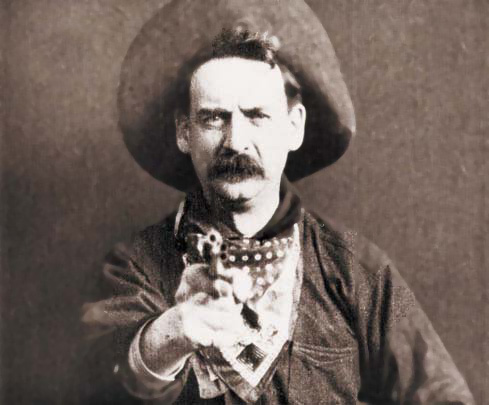
Een van de overvallers uit The Great Train Robbery

Niet lang na de uitvinding van de filmcamera kwam men op het idee om de westernverhalen te gaan verfilmen. Een van de eerste Amerikaanse speelfilms, The Great Train Robbery (1903), was een western. Binnen enkele jaren tijd groeide de western tot het populairste genre van Hollywood. De oorzaken van de snelle opkomst van de western waren:
- In het begin van de filmgeschiedenis kon men nog geen geluid opnemen. Dialogen in films waren dan ook niet mogelijk, in tegenstelling tot veel andere genres had een western eigenlijk helemaal geen dialogen nodig. Een gevecht tussen cowboys en indianen kon iedereen begrijpen. Westerns waren films die puur visueel verteld konden worden.
- De eerste filmcamera's eisten een ingewikkelde belichting. Terwijl je bij andere genres altijd veel binnenopnamen moest maken, konden westerns zich altijd buiten afspelen. Door de fel brandende zon in de woestijn was kunstlicht voor veel westerns overbodig. Dit scheelde veel kosten.
- Westerns werden opgenomen in de woestijn en dat waren altijd goedkope locaties die ook nog eens relatief dicht bij Hollywood lagen.
- Het verhaaltje over de strijd tussen goed en kwaad en de romantisering van het cowboy bestaan waren thema's die een breed publiek aanspraken.
- Het 19e-eeuwse wilde westen bood met zijn paarden, geweren, revolvers, overvallen, stoomtreinen, postkoetsen, indianen en oorlogen genoeg stof om veel actie in een film te stoppen. De western stond per definitie garant voor veel avontuur.

## Jaren 20 en 30
Tussen 1900 en 1940 werden ruim tienduizend westerns gemaakt. Veel van deze westerns waren zogeheten serials. Dit waren afleveringen van een uur waarin steeds dezelfde hoofdpersonen voorkwamen en waarin vaak een doorlopend verhaal verteld werd. Eigenlijk zoals de latere televisieseries, maar dan in de bioscoop. Het beroemdst was de zogeheten Lone Rider-serial.
Veel westerns werden snel gemaakt en draaiden maar kort in bioscopen. Deze films hadden als enige doel om zo veel mogelijk winst te maken. Ze waren dan ook niet bijster origineel en raakten vrij snel in de vergetelheid. Critici haalden hun neus altijd op voor westerns en beschouwden ze als dom vermaak.
In 1924 maakte de toen nog onbekende regisseur John Ford de klassieker The Iron Horse. Deze film, die ging over de bouw van een spoorlijn, vertelde als eerste western een serieus historisch verhaal en het was de eerste western die veel dialoog, diepgang en acteerwerk bevatte. Voor het eerst namen critici de western serieus en de film was een groot succes. Hierdoor ging Hollywood op grote schaal 'intelligente' westerns maken.
In 1939 maakte Ford Stagecoach. Deze western wordt gezien als een mijlpaal in het genre en de succesvolste aller tijden. De film heeft een hoog tempo en bevat snel gemonteerde actiescènes, spectaculair camerawerk van het landschap, opwindende muziek en groots opgezette vuurgevechten. Daarnaast zijn voor het eerst alle bekende westernthema's zeer nadrukkelijk aanwezig en is de hoofdpersoon een typische all American hero. Deze held werd gespeeld door John Wayne, een acteur die in meer dan honderd westerns voorkwam en gezien wordt als het boegbeeld van het genre. De film was ook de eerste western die werd opgenomen in Monument Valley, een woestijngebied dat gekenmerkt wordt door zijn vierkante rotsen. Sindsdien is dit gebied synoniem geworden voor de western.
Stagecoach werd de stereotiepe western en vrijwel iedere latere western is erdoor beïnvloed.

## Jaren 40 en 50
In deze decennia werden aan de lopende band westerns gemaakt die het voorbeeld van Stagecoach opvolgden. Vooral door de Tweede Wereldoorlog nam de behoefte aan westerns enorm toe. Door het geweld van de oorlog verlangden mensen naar een vredige tijd op het platteland en naar een dappere held die het kwaad bestrijdt en het goede beloont. Dit succes leidde tot hogere budgetten en daardoor groeide de western uit tot Hollywoods meest prominente genre. Een andere belangrijke verandering was het gebruik van kleurenfilm. Hierdoor kwam het enorm uitgestrekte Amerikaanse landschap nog beter tot zijn recht.
De jaren 50 wordt ook wel de glorietijd van de western genoemd. In deze periode werd de ene beroemde western na de andere afgeleverd. Veel van deze films groeiden uit tot artistieke westerns. Een aantal van de beroemdste films uit deze periode waren:
- My Darling Clementine (1948) een verfilming van het gevecht van Doc Holliday en Wyatt Earp.
- High Noon (1952) van Fred Zinnemann: de eerste psychologische western. Een film over een sheriff die zijn stadje moet verdedigen terwijl hij door iedereen in de steek wordt geladen. De film is de enige western die nauwelijks actie bevat en is wat betreft acteerwerk, karakterontwikkeling, camerawerk, muziekgebruik en montage revolutionair en zeer origineel te noemen. In de film valt de "verteltijd" van 84 minuten samen met de "vertelde tijd". High Noon is de favoriete film van veel Amerikaanse presidenten, omdat de hoofdfiguur in de film het gevaar te lijf gaat en niet ontvlucht. De film als metafoor voor dadendrang.
- Winchester 73 (1951), een western waarin de levensloop van een geweer gevolgd wordt en waarin diverse verhaallijnen voorkomen.
- Shane (1953), een western die zich kenmerkt door fraaie natuurbeelden, allerlei visuele vondsten en een kleurrijke vormgeving.
- The Searchers (1956), het hoogtepunt uit de samenwerking tussen John Ford en John Wayne: een psychologische western over een groepje cowboys die twintig jaar lang een indianenstam volgen omdat deze in een ver verleden hun familieleden vermoord heeft. De zoektocht gaat hun hele leven bepalen.
- Rio Bravo (1959), een western die zich grotendeels binnenshuis afspeelt en waarin het thema van vriendschap en samenwerking centraal staat. High Noon van Fred Zinnemann geldt als pendant van Rio Bravo.
- The Magnificent Seven (1960), een remake van De zeven samoerai van Akira Kurosawa. Deze film betekende de doorbraak van veel jonge acteurs als Steve McQueen, Charles Bronson, Lee Marvin en Yul Bryner.
- The Man Who Shot Liberty Valance (1961), een western volledig verteld in flashbacks en met een vreemde ontknoping.

## Komst van de televisie
Al meteen na de uitvinding van de tv begonnen westernseries hun intrede te doen. Begin jaren 60 waren westernseries populairder dan ooit. Series als Rawhide, Gunsmoke en Bonanza hielden het publiek weg uit de bioscoop. Hierdoor bloedde de western begin jaren 60 nagenoeg helemaal dood.
Een andere oorzaak van deze teloorgang was de smaak van het publiek. Velen raakten uitgekeken op het verhaaltje over de strijd tussen goed en kwaad, vriendschap en verheerlijking van het westen. Ook hierdoor lieten ze het genre links liggen.

## Comeback en verandering van het genre
In 1964 maakte de Italiaanse regisseur Sergio Leone een compleet vernieuwende western. A Fistful of Dollars was een film waarin de "held" nu eindelijk eens even slecht was als zijn tegenstanders en waarin thema's als vriendschap en eerlijkheid werden vervangen voor wraak, hebzucht en verraad. De film was ook aanzienlijk gewelddadiger en grimmiger dan zijn Amerikaanse tegenhangers. Ook de manier van filmen was anders: een traag tempo, weinig dialoog, veel extreme close-ups, geen mooie landschappen maar een dorre apocalyptische woestijn. De vormgeving was met ongure types, smerige kleren en bouwvallige huisjes ook veel realistischer. Hiermee kwam de opkomst van de revisionistische western.
De film lanceerde ook Clint Eastwood als icoon van de western. Samen met John Wayne wordt hij gezien als de belangrijkste westernacteur.
A Fistful of Dollars was een waanzinnig succes en betekende een aardverschuiving in het genre. De film was een blauwdruk voor talloze Europese imitaties. Vanaf nu werden er alleen nog maar duistere, gewelddadige en realistische westerns gemaakt. Veel van deze films werden niet in Amerika gemaakt maar in Italië. Zodoende ontstond het spaghettiwestern-genre.
Hollywood wilde een graantje meepikken van dit succes en dus werden daar soortgelijke westerns gemaakt. Regisseur Sam Peckinpah zorgde voor een opleving van de Amerikaanse western met zijn extreem gewelddadige en visueel overdonderende films. Vooral The Wild Bunch (1969) en Pat Garrett and Billy the Kid (1973) groeiden uit tot meesterwerken.
Andere hoogtepunten uit deze periode waren:
- The Good, the Bad and the Ugly (1966), de succesvolste van alle spaghettiwesterns, eveneens geregisseerd door Sergio Leone
- Cat Ballou (1967), een komische western waar voor het eerst een vrouw (Jane Fonda) de hoofdrol heeft.
- Once Upon a Time in the West (1968), opera-achtige en epische spaghettiwestern over de teloorgang van het wilde westen en de komst van moderne techniek.
- Butch Cassidy and the Sundance Kid (1969), geslaagde poging om de spaghettiwestern te imiteren. Een Amerikaanse film over de vriendschap tussen twee bankrovers.
- Paint Your Wagon (1970), opmerkelijke combinatie tussen musical en western, waarin Lee Marvin en Clint Eastwood zingend de hoofdrollen vertolken.

De keiharde, realistische spaghettiwesterns waren uiteindelijk ook geen lang leven beschoren. Het publiek begon ook de verhaaltjes over mysterieuze wrekers en Mexicaanse bandieten zat te worden. En dus ging het vanaf 1970 snel bergafwaarts met de spaghettiwestern. Ditzelfde gold ook voor de Amerikaanse western.

## Laatste decennia
In de jaren 70 en 80 zijn nauwelijks nog noemenswaardige westerns gemaakt. Heel sporadisch ondernamen filmmakers nog wel een poging, maar dit eindigde meestal in een flop.
In 1992 regisseerde Clint Eastwood de western Unforgiven. Deze film was zowel artistiek als commercieel een enorm succes en de film werd onderscheiden met vijf Oscars. Iedereen dacht dat deze film opnieuw voor een opleving van het westerngenre zou zorgen, maar het bleef bij die ene film. In 1993 werden drie films gemaakt die op het succes van Unforgiven wilden inspelen: Tombstone, Wyatt Earp en The Quick and the Dead. Deze films flopten echter alle drie. Sindsdien worden er slechts zelden westerns gemaakt.
Honderd jaar na de eerste western The Great Train Robbery (1903) is de western als genre op zijn retour, althans in Hollywood. De sciencefictionfilm heeft zijn plaats ingenomen. De prairie is ingeruild voor het heelal, waar de strijd tussen goed en kwaad voortwoedt.
1. ↑  (en) Spröer, Susanne, Fact vs. fiction: Who was Karl May? – DW – 02/24/2017. dw.com. Deutsche Welle (24 februari 2017). Gearchiveerd op 8 december 2022. Geraadpleegd op 16 februari 2023. “When he published his first Winnetou story in 1875, May had never stepped foot outside of Germany”